# 葵芳站
葵芳站（英語：Kwai Fong Station）是一個位於香港新界葵青區下葵涌醉酒灣葵仁路旁，屬於港鐵荃灣綫的鐵路車站，於1982年5月10日啟用。

## 車站結構
葵芳站是一個架空車站。車站大堂設於地面；而月台則設於大堂之上；而車站頂層則為新葵芳花園的公共空間。
另外，葵芳站與葵興站之間的一段架空路軌設有混凝土隔音屏障，是首項地鐵在興建時已經規劃的減低噪音工程，該隔音屏障有助減低列車於通過葵芳邨時的噪音影響以及防止葵芳邨居民將垃圾丟進軌道。

### 樓層
| R                 | 平台 | 新葵芳花園花園平台（公共空間，須經由新葵芳花園平台的樓梯進入） |   |  |
| U1                | 月台 | \| 側式 · 開左邊车门 \| \| \| \| \| \| \| \| 荃灣綫往中環（茘景） \| 2 \| \| \| \| 1 \| 荃灣綫往荃灣（葵興） \| \| \| \| 側式 · 開左邊车门 \| \| \| \| \| \| E出口 \| \| \| \| \| |   |  |
| G                 | 大堂 | A–D出口、客務中心、商店、自助服務、免費Wi-Fi熱點 |   |  |
| 側式 · 開左邊车门 |      | |   |  |
|                   |      | 荃灣綫往中環（茘景） | 2 |  |
|                   | 1    | 荃灣綫往荃灣（葵興） |   |  |
| 側式 · 開左邊车门 |      | |   |  |
| E出口             |      | |   |  |

### 大堂
葵芳站大堂的兩端非收費區是被收費區分隔，因此站外市民需要途徑路面往返兩端非收費區，此特點與荃灣站及葵興站相似。
葵芳站大堂現時有不同類型的車站商店、自助服務設施、「iCentre」免費上網服務設施等。另外乘客亦可以設有Wi-Fi功能的電子設備於「iCentre」範圍內享5節各15分鐘的免費無線寬頻服務。此外，於非付費區近A、D出口位置亦設有港鐵「會員服務站」。
葵芳站曾經是港鐵數十年以來唯一在車站大堂使用強力頂部吊扇給大堂通風的一個車站，且於2019年左右，設於大堂兩個非付費區的多部頂部吊扇被拆除。

大堂全景圖（2017年9月）

- 車站大堂（2021年3月）

### 月台
葵芳站採用一組對向式月台排列，兩個月台的候車位置被路軌分隔，並已裝設月台閘門。乘客如要往返兩個月台須途徑車站大堂。根據車站啟用時的月台設計，在1號月台（往荃灣）牆身較低位置，由於面向當時的葵芳臨時房屋區，故裝設全身落地玻璃板及設有幼鐵絲網欄的全身結構開口以便自然通風；而2號月台（往中環）因為太靠近建築物（好爵中心），故其月台牆身並不設通風窗口或玻璃窗。兩個月台的牆身較高位置設有大型廣告燈箱，而每個燈箱以車站主色（綠色）的纖維板相間，纖維板上亦印有車站名稱。而車站經歷多次月台翻新工程，現今月台的設計與車站啟用時大有不同。
- 1號月台（2021年8月）
- 2號月台（2021年8月）

### 出入口
|                                      |            | |      |
| 編號                                 | 指示       | 建議前往的目的地 | 圖片 |
| 大堂                                 |            | |      |
| 出口 · A                             | 葵芳邨     | 葵芳邨、防止虐待兒童會葵涌中心、佛教林金殿紀念小學、癌症基金賽馬會服務中心、中葵涌公園、金龍工業中心、嘉言中英文幼稚園、嘉定熟食市場、葵涌警署、葵芳廣場、新葵芳花園D–E座、大連排道、香港青年協會、下葵涌天后廟、職業訓練局葵涌大樓、偉倫中心 |      |
| 出口 · B                             | 新葵芳花園 | 新葵芳花園A–C座、家福會葵涌（南）綜合家庭服務中心、葵涌循道中學、公共運輸交匯處、葵涌道、葵芳閣、葵翠邨、葵義路、茘景天主教中學、麗瑤邨、嶺南鍾榮光博士紀念中學、東華三院高可寧紀念小學 |      |
| 出口 · C · 无障碍通道标志            | 貨櫃碼頭路 | 貨櫃碼頭路、永德利廣場、葵芳（南）公共運輸交匯處、福業大廈、葵涌運動場、葵福路、葵豐街、葵喜街、葵順街熟食市場、葵青劇院、豐裕中心、Magnet Place Tower 1／2、華豐工業中心 |      |
| 出口 · D · 盲道标志 · 无障碍通道标志 | 新都會廣場 | 葵涌廣場、基督教香港信義會葵盛信義學校、香港專業教育學院葵涌分校、恆景商場、芊紅居、香港四邑商工總會陳南昌紀念中學、南葵涌賽馬會分科診所、月海灣、葵涌蘇浙公學、葵涌運動場、葵富路、葵聯邨、葵芳社區會堂、葵盛游泳池、葵盛西邨、葵仁路、獅子會中學、樂善堂顧超文中學、路德會啟聾學校、新都會廣場、復康穿梭巴士站、三水同鄉會劉本章學校、順德聯誼總會李兆基中學、榮芳街街市、青年學院（葵芳） |      |
| 1號月台（往荃灣）                    |            | |      |
| 出口 · E                             | 新都會廣場 | 新都會廣場 |      |
| 註： 設有 \| 設有                    |            | |      |

## 利用狀況
葵芳站是葵青區內其中一個大型交通中轉站，車站附近設有大型的公共運輸交匯處，供乘客轉乘巴士或小巴前往各區；而車站並鄰近葵涌工業區、大型商場、住宅樓宇以及葵青劇院、葵涌運動場等康樂設施，因此葵芳站一直有高企的客流量。

## 接駁交通
葵芳站旁建有葵芳站公共運輸交匯處，供乘客轉乘巴士或小巴。

## 历史

### 命名
葵芳站位於葵涌垃圾灣（即醉酒灣）堆填區，在1967年的地底集體運輸系統建議書中，此站命名為垃圾灣，在通車時據附近興建有政府廉租屋葵芳邨而命名為葵芳站。順帶一提，垃圾灣填海所得的土地最初計劃興建荃灣綫車廠，但後來政府更改規劃，將車廠位置兩度更改，設於荃灣站以北位置。

### 與西鐵交匯的建議
現時屯馬綫（即沙中綫通車前的九廣西鐵）的葵青隧道在葵芳站南面約100米的葵福路地底路過，但不在葵青區設站。九廣鐵路公司約於1995年規劃西部鐵路走廊時，曾有意見認為該鐵路應在下葵涌設站，並與葵芳站接駁。然而政府與九鐵公司則認為興建技術因難及轉乘安排不便，而且需要封閉交通繁忙的葵福路作挖掘工作，對區內交通影響甚鉅，故取消有關建議。

### 增建E出口
葵芳站1號月台過往沒有與車站旁的新都會廣場的行人天橋連接，當時往返車站與新都會廣場的乘客需要經過大堂及D出口。後來前地鐵因應車站人流增多，而決定興建新出入口接駁1號月台及行人天橋，出入口於2006年5月24日啟用，並編名為E出口。

### 月台閘門
現時葵芳站所有月台已完成裝設月台閘門，並已投入運作。月台閘門約高1.5米。整個計劃於平日深夜終止服務的時間加建。此站與葵興站及觀塘綫九龍灣站、牛頭角站屬於第二期進行月台閘門加裝工程，車站所有月台的月台閘門加裝工程經已於2011年8月完工。

### 翻新月台
早期的月台改善工程要牽涉在廣告燈箱的位置，原本月台設計是每個在月台的大型廣告燈箱與綠色站名纖維板梅花間竹地掛在牆身高位，1號月台共有34個廣告燈箱，2號月台共有36個廣告燈箱。後來於2000年代，基於工作安全理由，將部分在樓梯或扶手電梯之上的廣告燈箱封上綠色膠布，這些燈箱不再作廣告燈箱使用，這使1號月台可用廣告燈箱減至25個，2號月台減至24個燈箱。
與市區線很多非地下車站一樣，葵芳站月台由2011年起也開始展開翻新工程，當中包括安裝假天花、改善照明，亦翻新了深綠色站名纖維板，將原本印在站名纖維板上的「往荃灣／中環」的行車方向資訊改為張貼在月台閘門之上。但由於假天花進一步阻擋大型廣告燈箱的視線，故此港鐵公司再大幅度減少可使用的月台廣告燈箱數目，現時1號月台只餘下22個月台廣告燈箱可用；2號月台則餘下8個，這些可繼續使用的燈箱的位置也略為降低，而其他棄用的燈箱則以綠色膠布封掉。

## 相關事件

### 反修例運動相關衝突及關閉車站事件

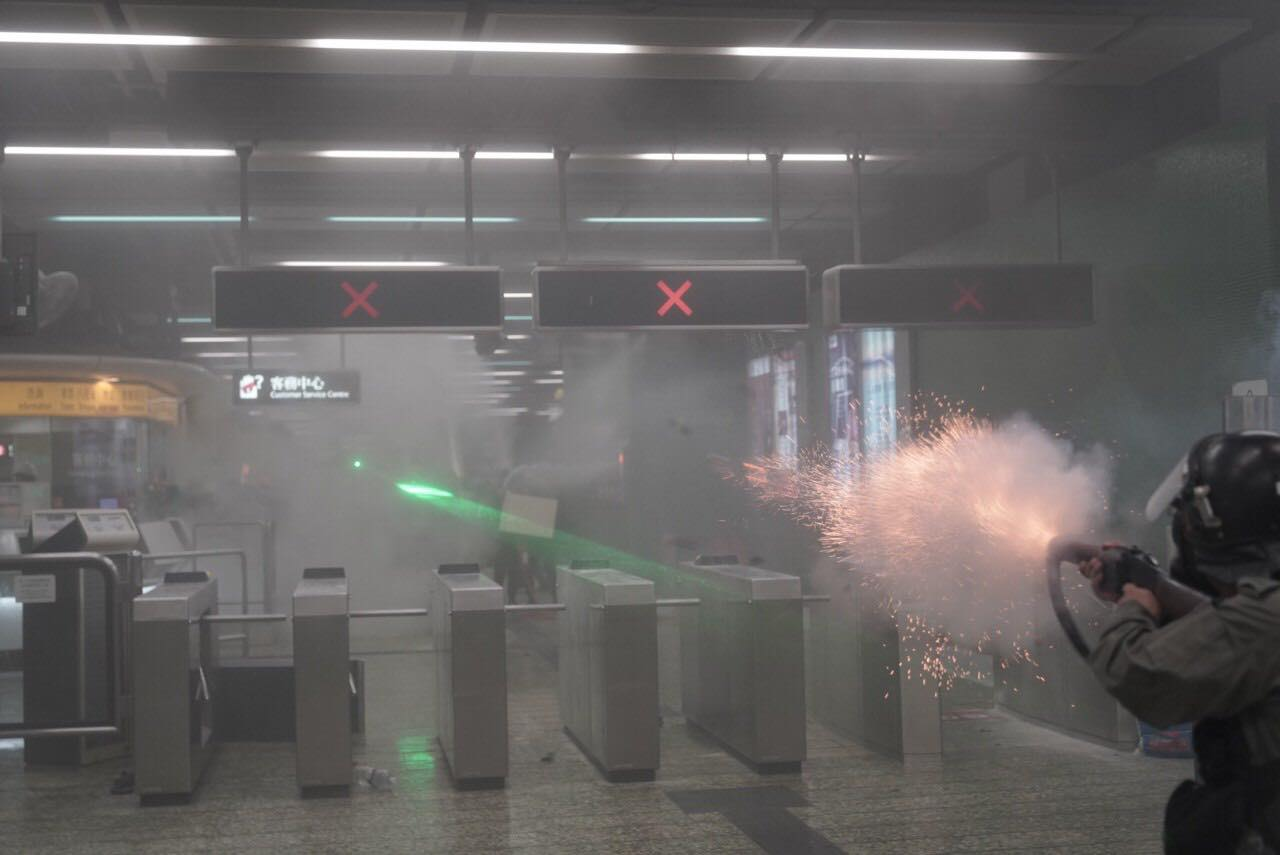
8月11日晚上，防暴警察在站內密閉空間施放催淚彈和發射橡膠子彈，濃煙攻陷整個大堂

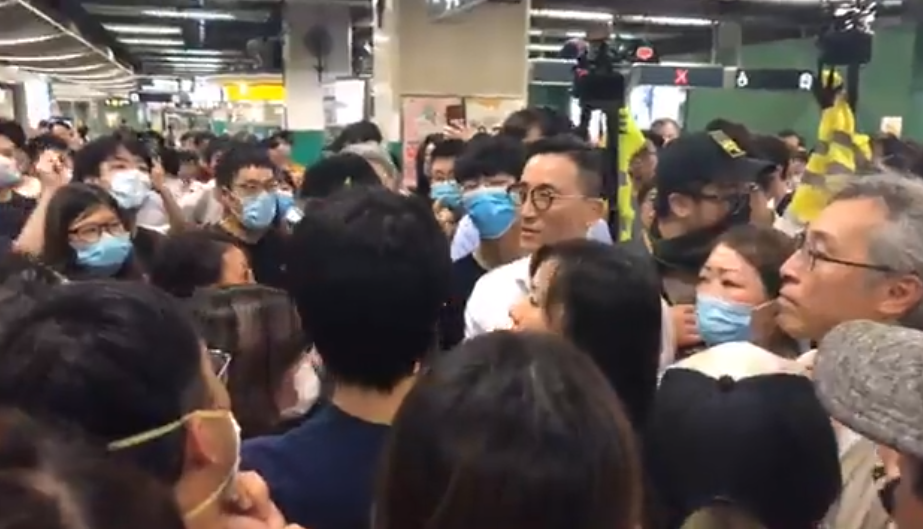
8月13日晚上，逾300名市民到葵芳站大堂聚集，要求港鐵譴責警方在站內放催淚彈以及徹底清潔通風系統。港鐵車務副總經理丁嘉俊到場聽取意見

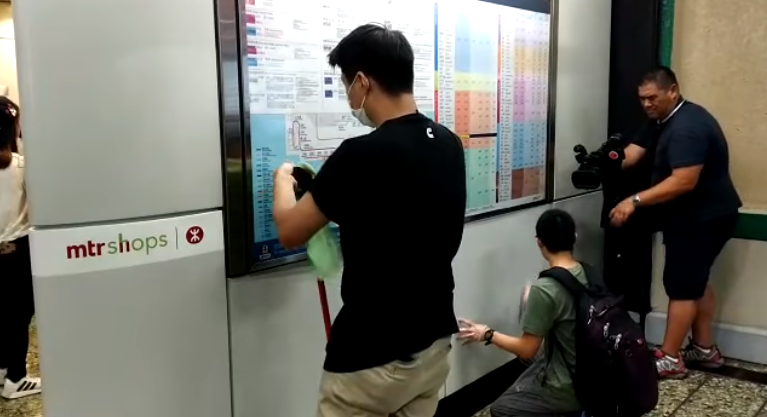
8月16日早上，有網民發起到葵芳站清潔

- 2019年8月11日晚上約9時，警方將葵涌警署外的示威者驅趕至葵芳站後，同時亦有大量防暴警員趕到車站出入口處。期間警方在站內密閉空間施放催淚彈及發射橡膠子彈，濃煙攻陷整個大堂。現場更留有橡膠子彈彈殼，有市民在站內感到不適及刺鼻，亦有人被催淚彈擊中。而部分示威者走到樓上月台的列車離開和躲避。港鐵在晚上約10時35分表示車站因發生特別事故而關閉[8]。直到翌日凌晨，港鐵發聲明指由於當時站內有乘客及港鐵職員，有關事件及警方行動極有可能影響他們的安全，對此表示非常遺憾，港鐵已就此向警方表示非常關注，並促請警方於執法期間必須先顧及港鐵員工與乘客的安全[9]；而警方最初否認曾在站內施放催淚彈[10]，其後警察公共關係科高級警司江永祥在記者會稱當時在現場的警員認為葵芳站是「半開放式設計」，「並非處於地底」，而且當時情況「十分緊急」，故施放催淚煙[11]。而在翌日（2019年8月12日）早上，有身穿黑衣的年輕人自發在早上上班繁忙時間，於葵芳站內外免費派發口罩，並呼籲乘客戴上，以免吸入殘餘化學物，甚至呼籲市民盡量不要使用葵芳站。而站內部分地磚沾有白色粉末，仍然有淡淡化學氣味，故職員亦配戴口罩[12]。直到同月13日晚上，有逾300名市民到葵芳站大堂聚集，要求港鐵譴責警方在站內放催淚彈以及徹底清潔通風系統。港鐵車務副總經理丁嘉俊到場聽取意見，表示當日已向警方反映對事件關注，而且車站會再進行清潔，如乘客懷疑受催淚彈影響，亦可以向港鐵索償。但有市民仍然不滿他的回應，要求港鐵盡快呈交調查報告向公眾交代和立刻譴責警方[13][14]。同月16日早上，有網民發起到葵芳站進行清潔，帶備毛巾、長掃把及水桶等到場，以清洗站內牆壁及售票機等。而站內也貼上與港鐵告示設計相似的通告，表示站內受催淚彈殘留毒素影響，要暫緩服務作清潔。港鐵表示有關告示並非由職員張貼，而隨即撕走[15]。
- 2019年8月22日晚上，有逾百名市民於葵芳站表示不滿，亦有人包围车站控制室，以强光照射当值职员。他們用膠紙遮擋閘口感應器，讓乘客「免費」進入，一名25歲示威者被一名18歲「外判保安」打傷，報案後警員於約48分鐘後才到場[16]。翌日晚上，港铁决定当晚9时暂时关闭葵芳站，荃湾线列车亦不会停该站，參與當晚「香港之路」的市民在晚上前往葵芳站再次包圍車站控制室，要求港鐵開站並高呼「我要搭地鐵」及「我要回家」等[17][18]。
- 2019年8月25日，當天舉行已獲發不反對通知書的「荃葵青遊行」，港鐵指因應公眾活動，下午1時半起暫時關閉葵芳站、荃灣站與西鐵綫荃灣西站，荃灣綫列車以大窩口站為終點站[19]。港鐵沒有安排接駁巴士接載受影響乘客。有大批市民阻止港鐵關閉車站，一度與警方爆發衝突，時任荃灣區議員譚凱邦呼籲港鐵及警方不要拉下鐵閘關閉車站，而其助理亦在場為其攝錄，但被警方拉進鐵閘內，閘外有數十人高呼警方釋放譚凱邦。而時任民主黨議員尹兆堅要求港鐵開放車站讓群眾和平散去，否則遊行到達終點的群眾最近須走到大窩口站才離開[20]。

由2019年8月至同年11月期間，葵芳站多次於反修例示威下多次關閉。

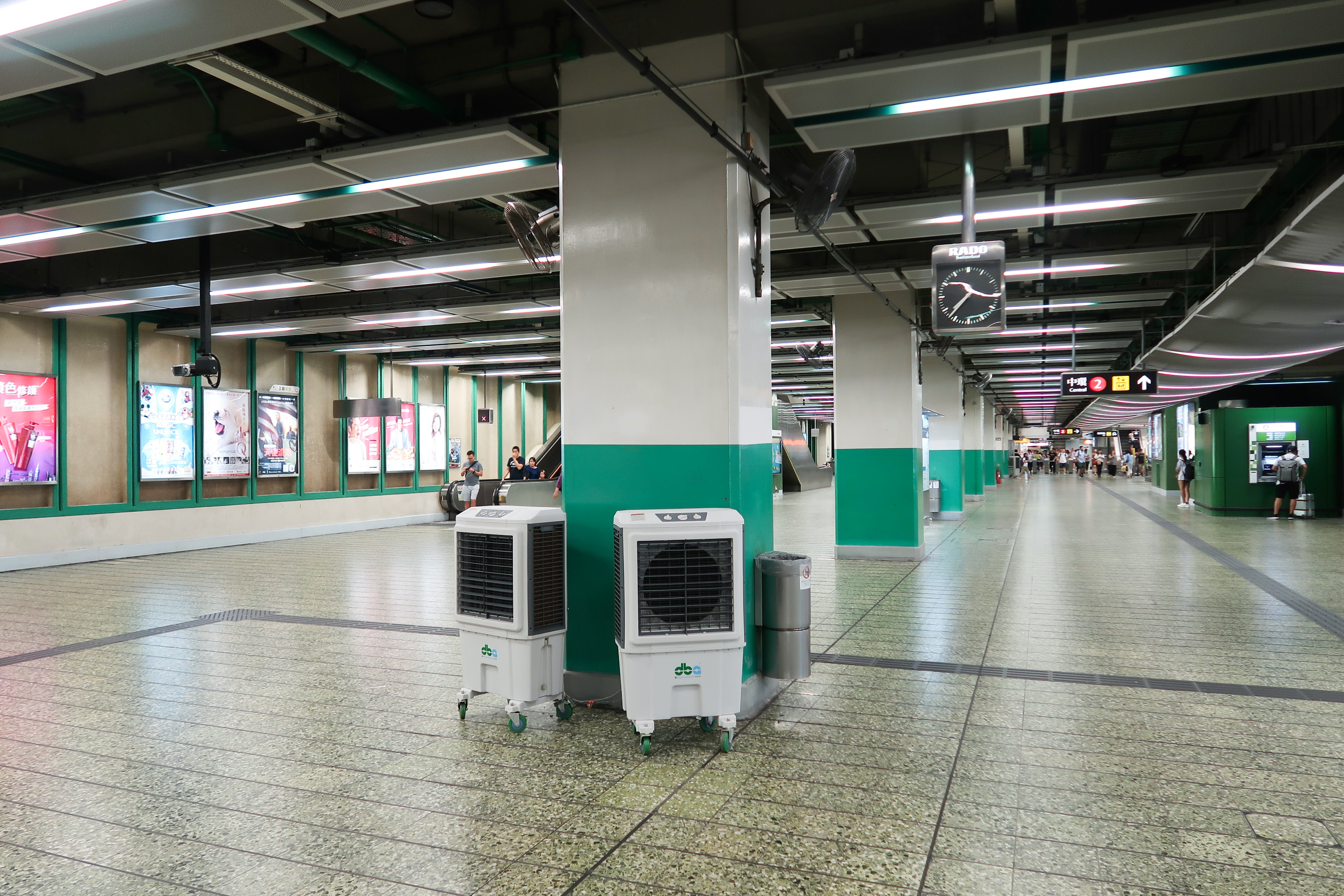
站內大堂事後擺放了多部通風機
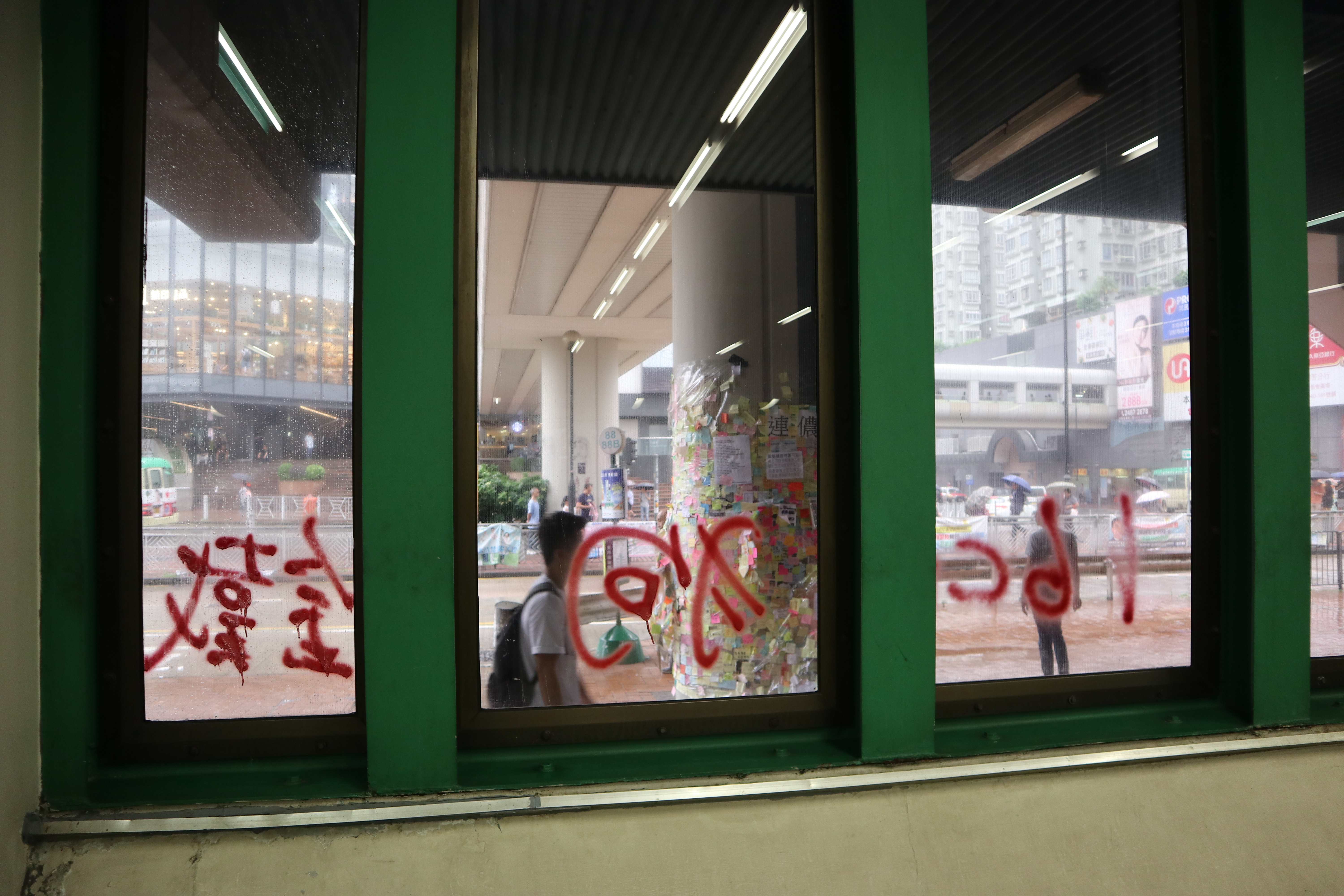
車站玻璃外牆被嘖上字句
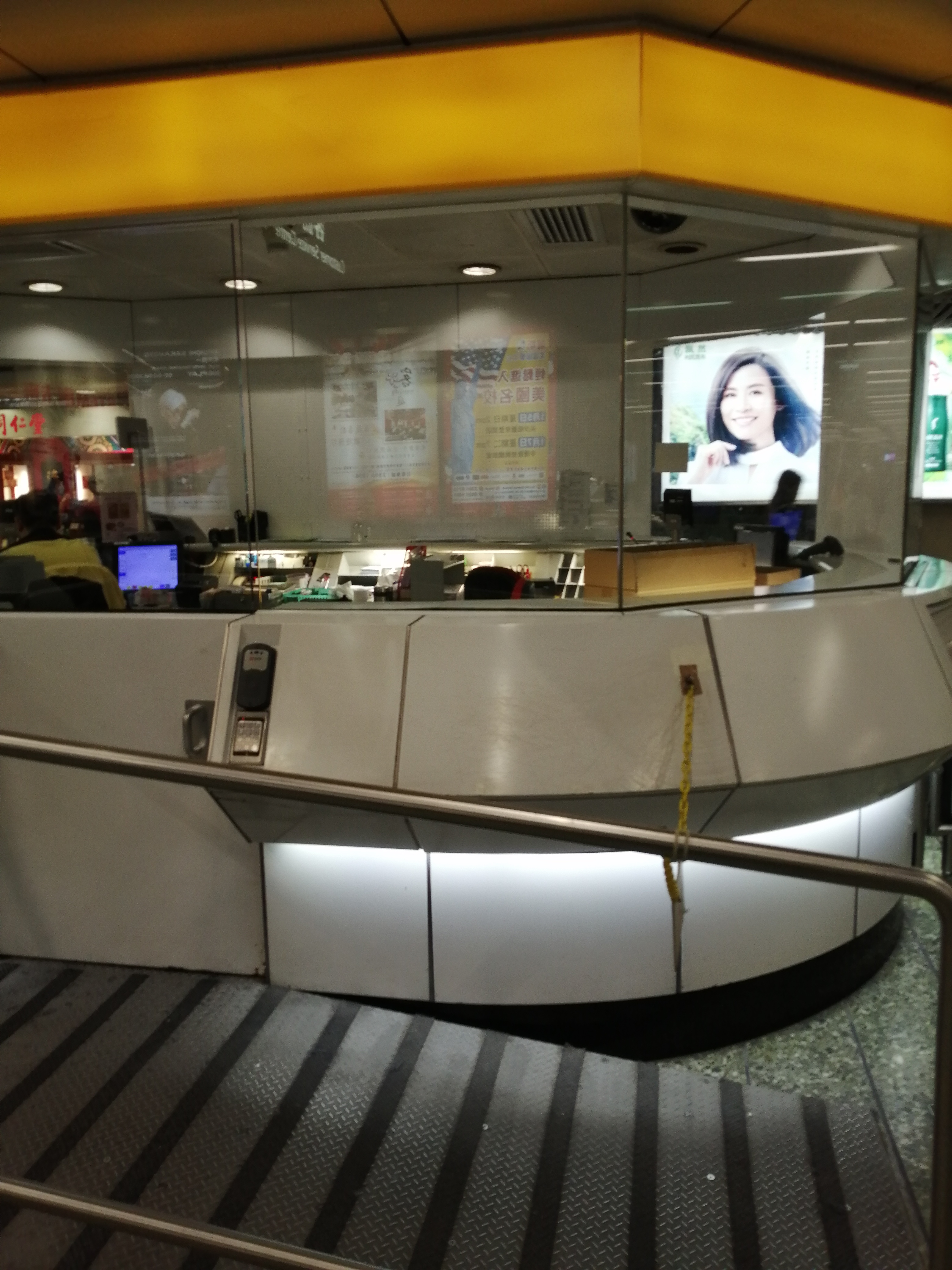
葵芳站遭到破壞的客務中心
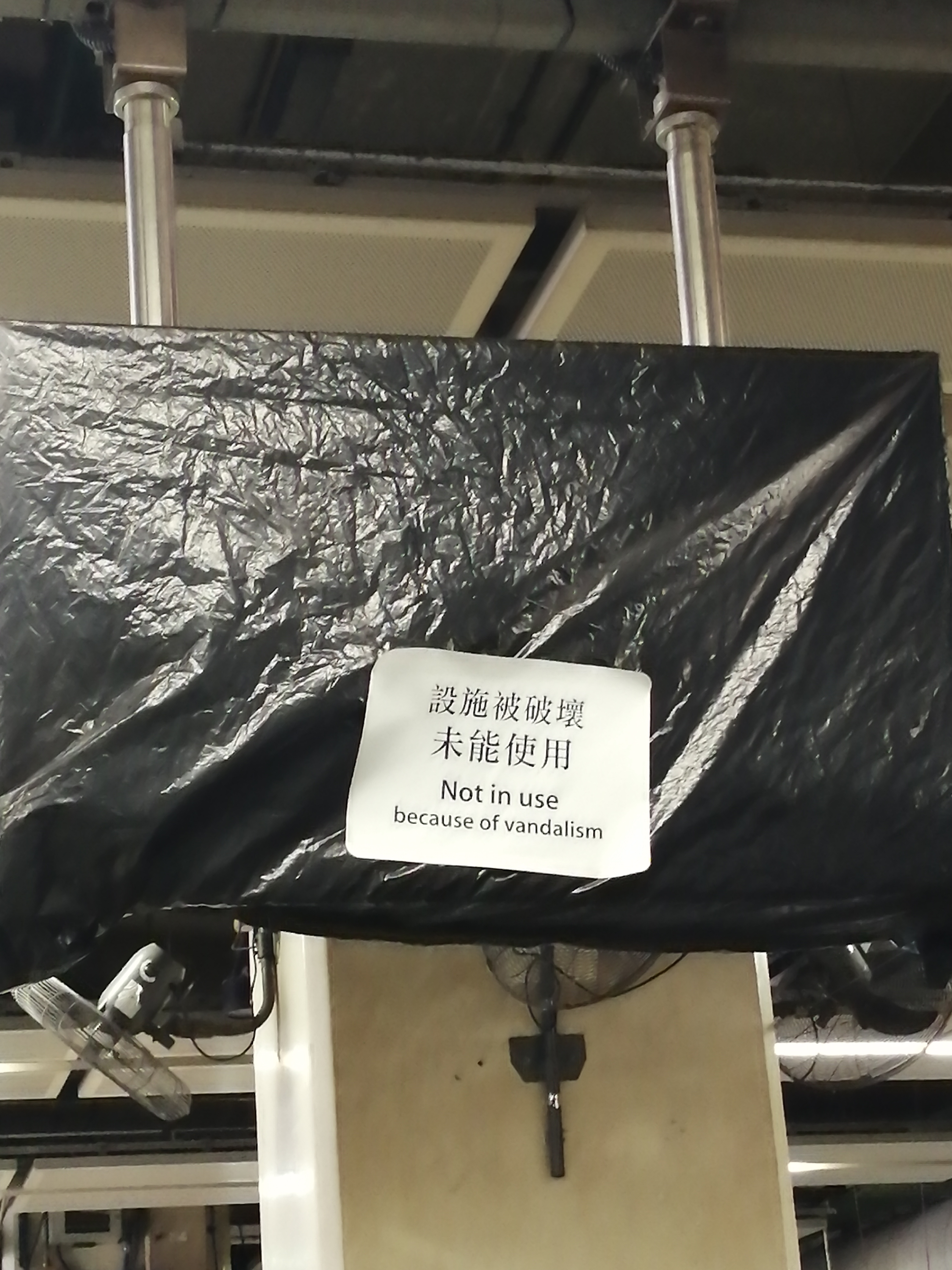
葵芳站遭到破壞的顯示屏
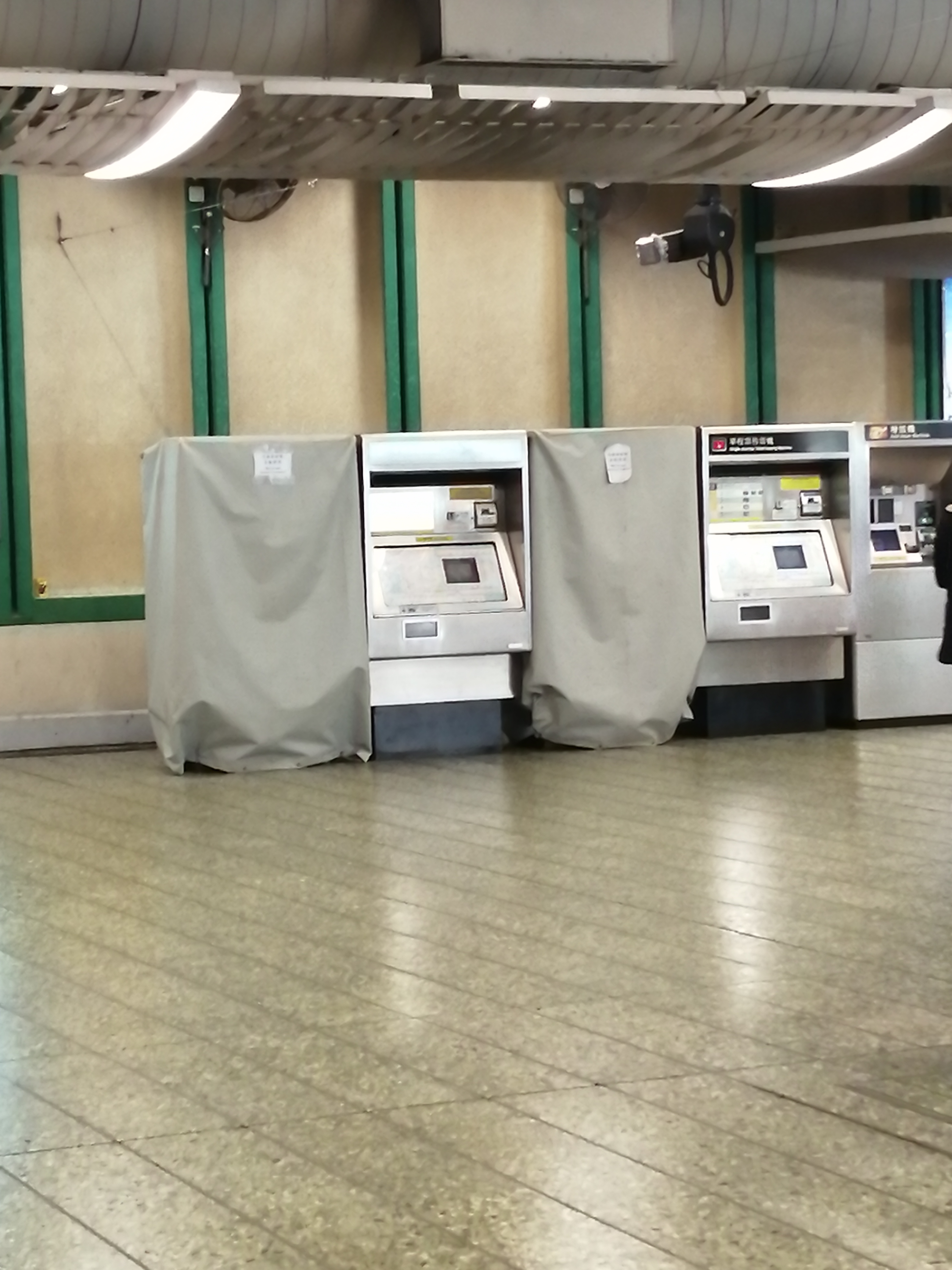
葵芳站遭到破壞的售票機